# 코스타리카의 행정 구역
다음은 코스타리카의 행정 구역에 관한 서술이다. 코스타리카는 7개의 주, 7개의 주에서 82개의 칸톤, 82개의 칸톤에서 488개의 구로 나뉘어 있다.